# 殺人は容易だ
『殺人は容易だ』（さつじんはよういだ、原題：Murder is easy ｛アメリカ： Easy to Kill ｝ ）は、1939年に刊行された、アガサ・クリスティの長編推理小説。元警察官のルーク・フィッツウィリアムを主人公とする。終盤にバトル警視が登場する。
フィッツウィリアムはロンドンに戻る途中の列車内で、ある老婦人と話をする。彼女はこれからロンドン警視庁に、自分が住んでいる村で連続殺人が起きていることと、その犯人を伝えに行く途中だった。別れ際彼女は、殺人はとても容易だと言い、人ごみに飲まれていった。翌朝の朝刊でルークは、昨日の老婦人が車にひき逃げをされて死亡したことを知る。彼は事件に興味を持ち、老婦人の住んでいた村に向かう。

## あらすじ
警察での海外勤務を終えてイギリスに戻ったルーク・フィッツウィリアムは、ロンドン行きの列車でラヴィニア・ピンカートンという女性と話す。彼女は自分の住む村で連続殺人事件が起きていることをロンドン警視庁に通報しに行くのだと言う。彼女いわく、エイミー・ギブスとトミー・ピアースとハリー・カーターがすでに殺されており、さらにジョン・ハンブルビ―医師が殺されようとしているという。
翌日ルークはピンカートンが死亡したことを知る。さらにハンブルビーも敗血症で死亡したと報じられる。ルークはウィッチウッド村に向かう。彼は魔術と迷信の信仰に関する本のための資料を探しているふりをして調査を進める。彼はゴードン・ラグ、別名ホイットフィールド卿（米国版ではイースターフィールド）の家アッシュ荘に滞在する。彼とブリジェット・コンウェイ（ホイットフィールドの秘書で婚約者）は、ホノリア・ウェインフリートが死の背後にいる人物を知っているかもしれないとして協力を得る。ルークは村の人々から最近の死者についての情報を得るべく、トミー・ピアスを解雇した弁護士アボット、牧師のウェイク、骨董品店主エルスワージー、ハンブルビーの同僚医師のトーマスらに会う。彼らはこれらの死を事故とみなしている。エイミー・ギブスは暗闇で咳止めと帽子の絵の具を取り違えて飲んで死に、トミー・ピアスは窓拭き中に図書館の高層階の窓から落ちて死に、ハリー・カーターは泥酔して橋から落ちて溺れ、ハンブルビーは切り傷が化膿して死んだ。ルークは、リディア・ホートンもこうした事故の犠牲者であったことを知る。彼女は急性胃炎から回復し、快方に向かっていたが、突然再発して亡くなったのだ。
ルークは、精神的に不安定なエルズワージーが犯人だと感じ、手に血をつけて帰宅するエルスワージーを見て、そのイメージがさらに強まる。その日の深夜、ルークとウェインフリートは、ホイットフィールドのロールス・ロイスでドライブに出かけた運転手リヴァースとホイットフィールドが口論しているのを目撃する。ルークはリヴァースが化粧石に当たって死んでいるのを発見する。ルークとブリジットは互いに惹かれ合っていることに気づき、ブリジットはホイットフィールドに婚約解消の意志を伝える。ホイットフィールドはルークに、神は自分に害をなす人間を殺し、悪人に神の正義を下すのだと言う。ホイットフィールドは、ホートン夫人が彼と口論したこと、トミー・ピアスが彼を馬鹿にしたような物まねをしたこと、ハリー・カーターが酔っぱらって彼に怒鳴ったこと、エイミー・ギブスが彼に無礼な態度をとったこと、ハンブルビーが村の水道について彼と意見が合わなかったこと、リヴァースが彼の車を勝手に使い、彼に無礼な言葉をかけたことを挙げ、彼ら全員がその後すぐに死んだと言い、ルークとブリジットもやがて同じ運命をたどるだろうと予言する。
ルークはホイットフィールドこそが犯人だと考える。ウェインフリートに相談すると、彼女もその疑いを認める。ウェインフリートは若かりし頃にホイットフィールドと婚約していたが、ある晩彼女がペットとして飼っていた鳥をホイットフィールドが殺し、彼がそれを楽しんでいるように見えたので、彼女は婚約を解消したのだと明かす。
ルークとブリジットは相談し、ブリジットがホイットフィールドの屋敷を出てウェインフリートの家に泊めてもらうことにする。ルークは荷物をまとめて出発の準備をし、ブリジットとウェインフリートは森を散歩する。ウェインフリートは自分が犯人であることを明かす。ホイットフィールドとの婚約中に、ペットの鳥を殺したのはウェインフリートであり、そのせいでホイットフィールドは婚約を破棄したのだった。それ以来彼女は彼への復讐を誓い、彼に罪を着せることにした。そして、神を軽んじる者は直ちに神に罰せられると彼に吹き込んでいた。
ウェインフリートはリディア・ホートンのために紅茶に毒を入れ、原因はホイットフィールドが送ったブドウにあると周囲に信じ込ませていた。また彼女は夜中にエイミー・ギブスの瓶をすり替え、ペンチを使って外からドアをロックして彼女を殺した。さらに、カーターがホイットフィールドと口論になった日に橋から突き落として殺し、同様にトミー・ピアスも作業中に窓から突き落とした。トミーをこの仕事に就かせたのはホイットフィールドだった。
ウェインフリートは、自分が犯人でありハンブルビーが次の犠牲者になることをラヴィニア・ピンカートンに悟られたと知り、ラヴィニアをロンドンまで尾行して通りかかった車の前に突き飛ばした。彼女は事件の目撃者にホイットフィールドのロールスロイスの登録番号を見たと言って、ホイットフィールドに濡れ衣を着せた。ハンブルビーを自宅に招いた後、彼女はハサミで彼の手を切り、包帯を巻くが、その包帯には猫の耳から採った膿が塗ってあった。リヴァースがクビになるのを目撃したホノリアは、彼をサンドバッグで殴り、パイナップルの石像で頭蓋骨を陥没させた。
ウェインフリートはブリジットに薬を混ぜたお茶を飲ませて森に連れて行き、そこで2人は話し始める。ブリジットは紅茶を飲んだふりをして来るべき事態に備える。ウェインフリートはブリジットにホイットフィールドの指紋がついたナイフを見せ、これからブリジットを殺し、そのナイフを現場に残し、ホイットフィールドがそこに一人で通りかかってブリジットの死体を発見させるのだと言う。ブリジットはウェインフリートと戦い、それをルークが助けて事件は解決する。ブリジットとルークは結婚して一緒に暮らすために村を出ることにする。

## 登場人物
- ルーク・フィッツウィリアム - 元植民地の駐在警官。退職して帰国後ロンドンに向かう途中、偶然乗り合わせた客車でミス・ピンカートンと出会い、ウィッチウッド・アンダーアッシュ村での「殺人」の話を聞かされる。当初は半信半疑であったが、名前が出てきたハンブルビー医師の死去、ミス･ピンカートン自身の死去によって信じるに至り、事件を調べ始める。民俗学の本を書いていると職を偽り、ホイットフィールドの住むアッシュ荘に滞在する。
- ジミー・ロリマー - ロンドンに住むルークの古い友人。ブリジェットとはいとこで、昔から仲がいい。ルークの話に半信半疑ながらも、疑われず村に入れるよう便宜を図る。
- ブリジェット・コンウェイ - ホイットフィールドの秘書であり、婚約者。アッシュ荘は、元々は彼女の家族のもの。
- ホイットフィールド - 俗悪週刊誌の経営者だが、元々は村の靴屋の息子。俗物と見られており、村出身であることは隠している。子供染みたところがある。
- ラヴィニア・ピンカートン - ルークが列車の中で話した善良な老婦人。誰にも疑われず殺人を犯すことは容易であると断言し、ルークの興味を引く。村で行われている「殺人」について、ロンドン警視庁に相談に訪れるつもりであった。ルークと別れた直後、ホワイトホール(1967年まで旧ロンドン警視庁(スコットランドヤード)があった)路上で、ひき逃げされ死亡。
- ホノリア・ウェインフリート - 図書館員。オールドミス。ピンカートンの飼っていた猫(ペルシャ猫)、ウォンキー・プーの現在の飼い主。ホイットフィールドの元婚約者。
- エルズワージー - 骨董屋を営む青年。女のような顔をしており、黒魔術をかじっている。
- アルフレッド・ウィエク - 牧師。ローマの遺跡について関心がある。
- エドワード・ハンブルビー - 医学博士。多くの村人に愛されていた。急性敗血症で死亡。
- トーマス - ハンブルビーの助手で、先進的な医療を好む。ハンブルビーの娘と婚約している。
- ハリー・カーター - 居酒屋セブン・スターズの主人。飲んだくれで、妻や娘を虐待していた。橋の上から川に落ち溺死。
- ホートン - 退役軍人。愛犬家で、ブルドッグを飼っている。妻には優しく振舞っていた。
- リディア・ホートン - ホートンの妻。気性が強く、評判が悪かった。病弱で、症状は快方に向かったが急変し死亡。
- トミー・ピアス - 悪戯好きの少年。小さい子をいじめる鼻つまみ者。図書館の窓拭き中、落下し死亡。
- アボット - 事務弁護士。トミー・ピアスを雇っていたが、解雇した。
- エイミー・ギブズ - お手伝い。咳止めの薬とハット・ペイントを間違えて飲み死亡。
- ジム・ハーヴィ - 自動車修理工場の修理士。エイミー・ギブズの婚約者。
- バトル警視 - ロンドン警視庁警視。

## 日本語訳
本作品は早川書房の日本語翻訳権独占作品である。
| 題名         | 出版社   | 文庫名                          | 訳者   | 巻末                           | カバーデザイン  | 初版年月日     | ページ数 | ISBN          | 備考 |
| ------------ | -------- | ------------------------------- | ------ | ------------------------------ | --------------- | -------------- | -------- | ------------- | ---- |
| 殺人は容易だ | 早川書房 | ハヤカワ・ポケット・ミステリ379 | 高橋豊 |                                |                 | 1957年         | 205      |               |      |
| 殺人は容易だ | 早川書房 | ハヤカワ・ミステリ文庫1-43      | 高橋豊 | アガサ・クリスティー著作リスト | 真鍋博          | 1978年12月31日 | 348      | 4-15-070043-5 | 絶版 |
| 殺人は容易だ | 早川書房 | クリスティー文庫79              | 高橋豊 | 解説 神命明                    | Hayakawa Design |                | 412      | 4-15-130079-1 |      |

## 映像化作品
テレビ映画『殺人は容易だ』
1982年、クロード・ワッサム監督、ビル・ビクスビー主演のアメリカのテレビ映画作品。時代を現代に移し、主人公ルークはオックスフォード大学の数学者で、犯人をコンピューターではじき出す。
アガサ・クリスティー ミス・マープル『殺人は容易だ』
シーズン4 エピソード2（通算第14話）  イギリス2009年放送
原作には登場しないミス・マープルを主人公とし、原作の主人公であるルークはマープルの聞き手役に置かれている。冒頭で列車の中でラヴィニア・ピンカートンから事件のことを聞き、その直後に彼女が殺されるという始まりは共通しているが、それ以外は登場人物や犯人の立場、動機などが大きく異なっている。ホイットフィールドは登場しない。ウェインフリートはかつて酔った発達障害の弟からレイプされた恨みで弟を殺害し、そのとき身ごもった娘を捨てるが、最近になってその娘ブリジットが自分のルーツを辿って村にやって来たため、自分の暗い過去の秘密を知る村人たちを事故に見せかけて殺害していく。
※括弧内は日本語吹替。
- ミス・マープル: ジュリア・マッケンジー（藤田弓子）
- ルーク・フィッツウィリアム: ベネディクト・カンバーバッチ（三上哲） - 別の地域の警察官
- ラヴィニア・ピンカートン: シルヴィア・シムズ（二瓶美江） - 連続殺人をロンドン警視庁に通報しようとする女性
- ブリジット・コンウェイ: マーゴ・スティリー（林真里花） - アメリカから自分の出自を調べに来た若い女性
- ホノリア・ウェインフリート: シャーリー・ヘンダーソン（桜井明美） - 真犯人。ブリジットの実の母。
- ヒュー・ホーントン少佐: デヴィッド・ヘイグ（佐藤祐四） - かつてウェインフリートと婚約していた男
- リディア・ホーントン: アンナ・チャンセラー（藤生聖子） - ヒューの妻。浴槽に沈められて殺される。
- ジェシー・ハンブルビー: ジェマ・レッドグレイヴ（佐藤しのぶ）
- エイミー・ギブス: リンゼイ・マーシャル（山川亜弥） - ウェインフリートの同居人。咳止めの薬を塗料にすり替えられて殺される。
- エドワード・ハンブルビー: ティム・ブルック＝テイラー（向井修） - 医師。敗血症で殺される。
- ジェームズ・アボット: ヒューゴ・スピアー（水野龍司）
- テレンス・リード: ラッセル・トーヴィー（福田賢二） - 警察官
- ヘンリー・ウェイク牧師: スティーヴ・ペンバートン（浦山迅）
- ロジャーズ: スティーヴン・ハートリー（斉藤康史）

アガサ・クリスティー 殺人は容易だ
2023年にBBCによる新たなドラマ化が発表された。キャストにはフィッツウィリアム役のデヴィッド・ジョンソンの他、モーフィッド・クラーク、ペネロペ・ウィルトン、シネイド・マシューズ、トム・ライリー、ダグラス・ヘンシュオール、マシュー・ベイントン、マーク・ボナーが参加する。2023年12月27日と28日の2話構成で放映された。日本ではBS4Kで2025年1月15日と22日に放送された。また、総合テレビで2025年7月27日と8月3日に再放送される。
※括弧内は日本語吹替。
- ルーク・オビアコ・フィッツウィリアム: デヴィッド・ジョンソン（阪口周平）
- ブリジット・コンウェイ: モーフィッド・クラーク（清水理沙）
- ラビニア・ピンカートン婦人: ペネロペ・ウィルトン（滝沢ロコ）
- ホイットフィールド卿: トム・ライリー（小山力也）
- トマス医師: マシュー・ベイントン（中村章吾）
- ホートン少佐: ダグラス・ヘンシュオール（魚建）
- アーサー・ハンブルビー牧師: マーク・ボナー（村治学）
- ハンブルビー夫人: ニムラ・ブッチャ（水野ゆふ）
- ローズ・ハンブルビー: フィービー・リコリッシュ（松井茜）
- ピアス夫人: タムジン・アウスウェイト（所河ひとみ）
- カーター夫人: キャスリン・ハウデン（竹口安芸子）
- アズ・リバーズ: ジョン・ポインティング（北田理道）
- オノリア・ウェインフリート: シネイド・マシューズ（渋谷はるか）
- リード巡査: ケビン・メインズ（松川裕輝）
- ブル刑事: ブライアン・マッカーディー（斎藤志郎）
- 執事: ジョー・フェイガン
- ジミー: デミー・ラディポ（松田修平）
- ンゴシ: グロリア・オビアニョ（種市桃子）
- 検視官: ロン・ドナキー（マルヤマタケシ）
- 日本語吹替版その他出演：木村涼香、野川雅史、榊原奈緒子
- 日本語吹替版スタッフ 翻訳：田尾友美、プロデューサー：木下聡子、演出：百瀬浩二